# Вёрстка (издание)
«Вёрстка» — русскоязычное интернет-издание, запущенное в 2022 году Лолой Тагаевой и описывающее происходящее в России. Специализируется на больших текстах, исследованиях и расследованиях. Главный редактор — Иван Жадаев.

## Описание
Издание было запущено 26 апреля 2022 года Лолой Тагаевой, российской журналисткой и феминисткой, бывшим шеф-редактором новостной редакции телеканала «Дождь». По словам Тагаевой, издание было запущено на деньги от её прошлых проектов.
Издание позиционируется как «быстрый ответ на уничтожение российских СМИ во время войны с Украиной». Оно выпускает статьи о последствиях войны, работе волонтёров, помогающих беженцам с Украины, российской пропаганде и другом.
Издание печатает только собственные материалы, не занимается рерайтингом чужих. Первым материалом была историю про маму, которая срывала буквы Z в детском саду. Наиболее громким — история про то, как российские мужчины предлагают помощь украинским беженкам в обмен на секс или работу по дому.
Издание работает за рубежом, при этом, по словам Тагаевой, оно является российским медиа и пишет о происходящем внутри России. В издании около 20 сотрудников и несколько фрилансеров, в том числе фрилансеры внутри России. У него отсутствует физическая редакция, сотрудники работают удалённо.
Издание «Colta.ru» называет «Вёрстку» очень успешным малым медиа, поскольку у других малых медиа 3—5 тысяч подписчиков в Telegram, а у «Вёрстки» — 70 тысяч (по состоянию на июнь 2023 года).
14 июня 2022 года издание была заблокировано на территории России без внесения в реестр заблокированных сайтов. По словам Марианны Лушниковой, директора издания по маркетингу, оно изначально было запланировано с расчётом на блокировку. В августе 2023 года Лола Тагаева оставила пост главного редактора и занялась издательской деятельностью, а редакцию возглавил журналист издания Иван Жадаев.
22 декабря 2023 года издание внесено Минюстом России в реестр «иностранных агентов».